# Mollard de Don
Le Mollard de Don (parfois orthographié Molard de Don) est un sommet du Bugey. Il est situé à cheval sur le territoire des communes de Contrevoz et Innimond (Ain). Son altitude est de 1 218 m.
Accessible par un sentier de grande randonnée, le Mollard de Don offre un panorama sur la plaine du Rhône et le Bugey.